# Elias Muukka

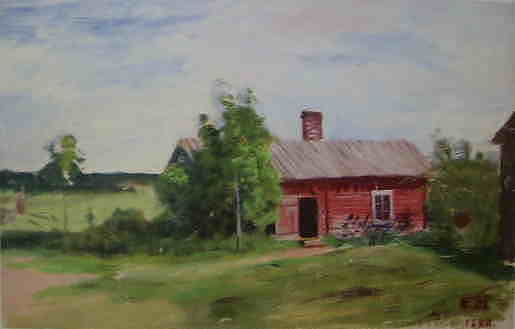
Uthus på Övre Knapans av Elias Muukka. Olja på duk 1888.

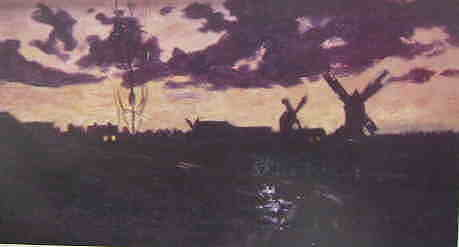
Natt i Önningeby av Elias Muukka. Olja på pannå 1888. Önningebymuseet

Elias Muukka (före 1870 Elias Kaijansinkko; född 10 juni 1853 i Klemis, död 2 oktober 1938 i Helsingfors) var en finländsk bildkonstnär och professor i konst.

## Biografi
Muukkas föräldrar var bonden Matti Kaijansinkko och Kristiina Muukka. Han studerade vid Finska Konstföreningens ritskola under Selma Schaeffers ledning 1874–1877, vid Düsseldorfs konstakademi 1877–1879 och vid Académie Colarossi i Paris 1880–1881. Han arbetade senare som teckningslärare vid seminariet i Sordavala i nuvarande Ryska Karelen 1883–1885, vid Vasa allmänna läroverk 1885–1891, Åbo flickskola 1891–1918, Åbo realskola 1904–1918 och Åbo konstsällskaps ritskola 1891–1908. Senare var han lärare vid gymnasieskolorna i Nyslott och S:t Michel till 1927. Muukka blev hedersmedlem i Konstnärsgillet i Finland 1924 och förlänades professors titel 1928.
Muukka målade framför allt landskap, gärna från landsbygden i Karelen, men också stadsmiljöer från Åbo. Han utförde också några landskapsmålningar på Åland och brukar räknas till den svensk-finska konstnärskoloni som verkade där ca 1886–1914, Önningebykolonin. Muukka är representerad vid Åbo Akademi.

## Målningar
- Uthus på Övre Knapans, 1888
- Natt i Önningeby, 1888
- Fiske i skymningen, 1890
- Läsestund, 1899
- Väinämöinens sång, 1903
- Idylliskt sommarlandskap, 1905
- Landskap från Klemis, 1911
- Självporträtt, 1926
- Altartavlan i Kokijärvis kyrka: Jesus i Getsemane,  1920-talet
- Ljusets lek i skogen, 1932

## Utmärkelser
- Andra pris i dukattävlingen 1880
- Hedersomnämnande vid världsutställningen i Paris 1889
- Andra pris i statens landskapsmåleritävling 1897